# Tinodes mogetius
Tinodes mogetius är en nattsländeart som beskrevs av Malicky och Chantaramongkol 1993. Tinodes mogetius ingår i släktet Tinodes och familjen tunnelnattsländor. Inga underarter finns listade i Catalogue of Life.